# 熊野神社 (高山市国府町宇津江)
熊野神社（くまのじんじゃ）は、岐阜県高山市国府町（旧・吉城郡国府町）に鎮座する神社（熊野神社）。
宇津江熊野神社とも称す。

## 概要
創建時期は不詳。
1871年（明治4年）に村社となる。
1952年（昭和27年）に岐阜県神社庁より白幣社の指定を受け、翌年の1953年（昭和28年）に銀幣社の指定を受ける。

## 主祭神
- 家津御子神
- 速玉之男神
- 熊野久須美神

## 境内社
- 若宮神社
- 御魂神社

## 文化財
- 熊野神社本殿

嘉永7年（1854年）に建築。高山市の有形文化財に指定されている。